# Dexter Manley
Dexter Keith Manley (Houston, 2 febbraio 1959) è un ex giocatore di football americano statunitense che ha militato nel ruolo di defensive end nella National Football League (NFL) e nella Canadian Football League (CFL).

## Carriera
May al college giocò a football alla Oklahoma State University-Stillwater. Fu scelto dai Washington Redskins nel corso del quinto giro (119º assoluto) del Draft NFL 1981.  Vi giocò fino al 1989 vincendo due Super Bowl e venendo convocato per il Pro Bowl nel 1986 quando mise a segno un record di franchigia di 18,5 sack. Nel 1989 fallì il suo terzo test anti-droga, con l'opportunità di fare richiesta di reinserimento dopo un anno. In seguito giocò per i Phoenix Cardinals e i Tampa Bay Buccaneers. Tuttavia fallì un nuovo test antidoping, ritirandosi una prima volta il 12 dicembre 1991. In seguito tornò a giocare nella CFL
Ufficialmente, Manley totalizzò 97,5 sack in carriera nella NFL. Il suo totale sale a 103,5 inclusi quelli della sua stagione da rookie nel 1981, quando i sack non erano una statistica ufficiale. A fine carriera rivelò di essere un analfabeta funzionale, malgrado l'avere studiato alla Oklahoma State University per quattro anni.

## Palmarès

### Franchigia
- Super Bowl : 2

Washington Redskins: XVII, XXI
- National Football Conference Championship: 3

Washington Redskins: 1982, 1983, 1987

### Individuale
- Convocazioni al Pro Bowl: 1

1986
- First-team All-Pro: 1

1986
- 70 Greatest Redskins